# Єкатериновський (Адигея)
Єкатериновський (рос. Екатериновский; адиг. Екатериновскэр) — хутір Гіагінського району Адигеї Росії. Входить до складу Сергіївського сільського поселення.
Населення —  144 особи (2015 рік). 